# پنچو اسلاویکف

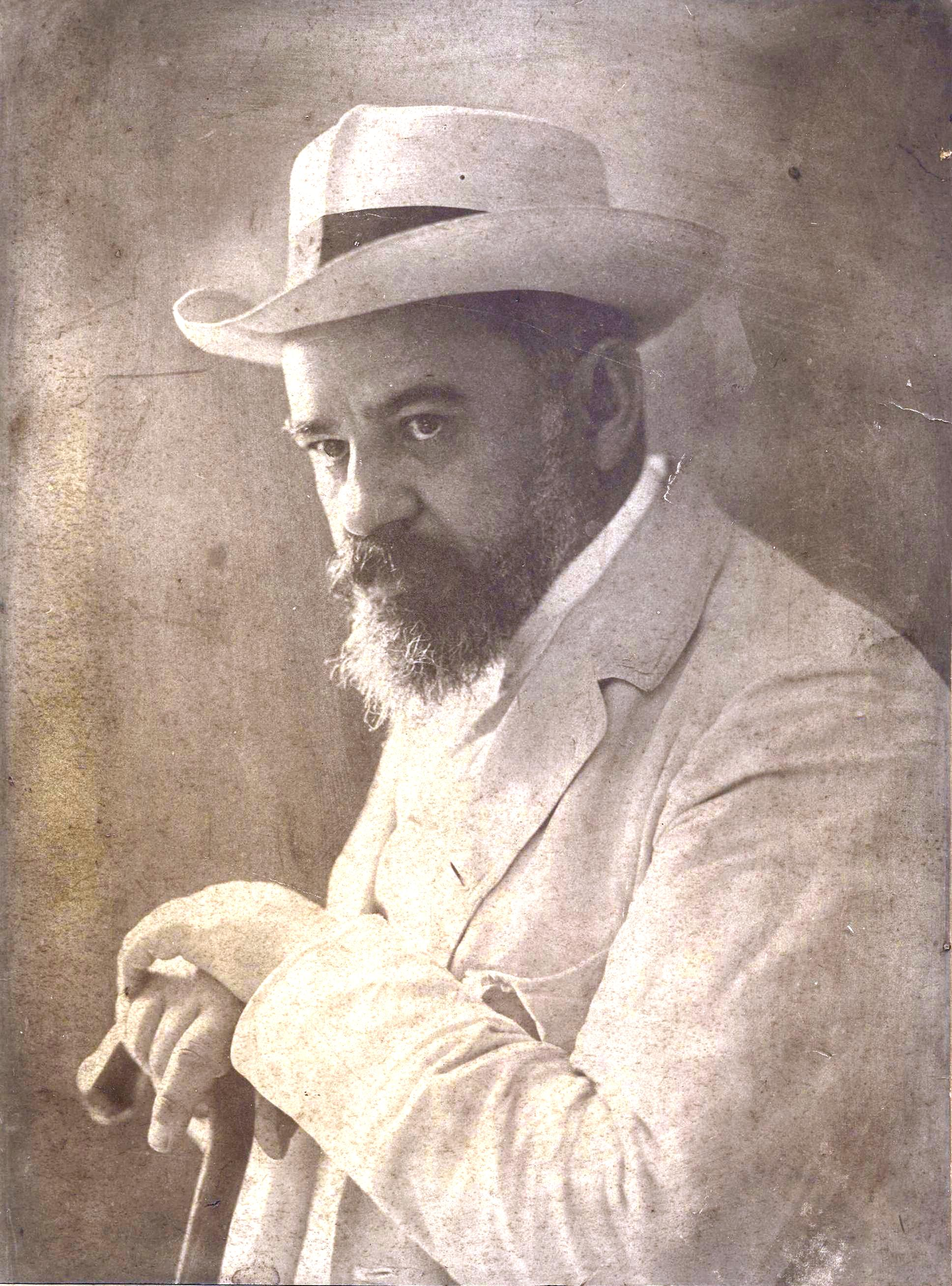
پنچو اسلاویکف

پنجو پکتوف اسلاویکوف (به بلغاری: Пенчо Петков Славейков) (۲۷ آوریل ۱۸۶۶–۱۰ ژوئن ۱۹۱۲) از شاعران نامدار بلغار بود که در محفل اندیشه (میسال) نیز شرکت می‌کرد. او جوان‌ترین پسر نویسنده بلغار پتکو اسلاویکوف بود.
آثار اسلاویکوف شامل اشعار و ترانه‌های صمیمی است. او با شماری از مجلات که آثار او را منتشر می‌کردند همکاری داشت و بخشی از زندگی خود را در لایپزیگ صرف تحصیل در رشته فلسفه کرد، جایی که با ادبیات آلمانی و اندیشه و هنر آلمان آشنا شد.
پس از بازگشت به بلغارستان در سال ۱۸۹۸، اسلاویکوف به همراه شماری از دیگر نویسندگان نامدار، ازجمله کراستیو کراستف، پتکو تودوروف و پیو یاوروف، به محفلی به نام «اندیشه» (میسال) پیوست.
اسلاویکوف دستیار مدیر (۱۹۰۱–۱۹۰۹) و پس از آن مدیر کتابخانه ملی بلغارستان (۱۹۰۹–۱۹۱۱) و مدیر تئاتر ملی بلغارستان (۱۹۰۸–۱۹۰۹) شد.
او برای مأموریت به مسکو (۱۹۰۹) و استانبول، آتن، ناپل، سورنتو و رم (۱۹۱۱) فرستاده شد و در آن شهرها روند تحول کتابخانه‌ها را مورد مطالعه قرار داد. پس از بازگشت شدیداً سرگرم به کار شد.
نگاره‌ای از اسلاویکوف در پشت اسکناس ۵۰ لوی بلغارستان که در ۱۹۹۹ و ۲۰۰۶ چاپ شد قرار گرفته‌است.